# NGC 6999
NGC 6999 est une très vaste et lointaine galaxie lenticulaire située dans la constellation du Microscope. Sa vitesse par rapport au fond diffus cosmologique est de 10 747 ± 21 km/s, ce qui correspond à une distance de Hubble de 159 ± 11 Mpc (∼519 millions d'al). NGC 6999 a été découverte par l'astronome allemand Albert Marth en 1864.
À ce jour, trois mesures non basées sur le décalage vers le rouge (redshift) donnent une distance de 159,667 ± 41,501 Mpc (∼521 millions d'al), ce qui est à l'intérieur des valeurs de la distance de Hubble.